# Вулиця Назарія Яремчука (Тернопіль)
Вулиця Назарія Яремчука — вулиця у житловому масиві «Дружба» міста Тернополя.

## Відомості
Розпочинається від вулиці Гетьмана Івана Мазепи, пролягає спочатку на південь паралельно вулиці Дружби, згодом — на захід до вулиці Петриківської. Довжина вулиці — близько 690 м. На вулиці переважають приватні будинки, є декілька багатоповерхівок.

## Дотичні вулиці
Дотичні правобічні вулиці — Тісна, Виговського, Братів Ґжицьких, лівобічні — Тбіліська.